# حسان باتياه
حسان باتياه لاعب كرة قدم سعودي ، يلعب في مركز الظهير الأيسر في نادي القوس.

## مسيرة اللاعب
لعب في الفئات السنية في نادي الإتحاد و لعب بعدها مع نادي جدة ونادي الوشم ونادي الخلود ونادي الانتصار ونادي القوس.